# Craugastor matudai
Craugastor matudai is een kikker uit de familie Craugastoridae. De soort werd voor het eerst wetenschappelijk beschreven door Edward Harrison Taylor in 1941. Oorspronkelijk werd de wetenschappelijke naam Eleutherodactylus matudai gebruikt.
De soort komt voor in delen van Midden-Amerika en leeft in de landen Guatemala en Mexico. Craugastor matudai wordt bedreigd door het verlies van habitat.